# Baqet III
Baqet III (... – XXI secolo a.C.) è stato un ufficiale egizio e nomarca del 16°nomo (Nomo di Oryx) nell'XI dinastia egizia durante il regno di Mentuhotep II.
Oltre alla carica di nomarca (governatore), detenne anche i titoli haty-a, tesoriere del re del Basso Egitto, amico confidenziale, vera conoscenza reale e sindaco di Nekheb. In quanto figlio del predecessore Ramushenty, amministrò il nomo nella città di Minya. Rendendosi conto che il destino della guerra civile volgeva decisamente a favore dei tebani guidati da Mentuhotep, Baqet III ruppe astutamente la lunga neutralità del suo territorio e si schierò dalla loro parte. Dopo la sua morte venne succeduto probabilmente da suo figlio Khety e dai suoi discendenti fino all'ascesa di Amenemhat I, quando un'altra famiglia, durante un giro d'affari ebbe luogo che ebbe come conseguenza l'insediamento di Khnumhotep I.

## La tomba BH 15
Baqet III venne sepolto nella necropoli del suo clan a Beni Hasan nella tomba n.15. È composta da una cappella di culto e da una camera funeraria interna, nota per i suoi straordinari dipinti. La parete settentrionale raffigura Baqet e sua moglie nella loro vita quotidiana, la caccia degli animali e vari artigiani mentre lavorano. Quella orientale mostra una fortezza presidiata da egizi, assediata da un esercito composto da fanteria egizia, arcieri nubici e frombolieri libici, rappresentando probabilmente un'offensiva tebana, sulla stessa parete sono raffigurati anche un impressionante numero di posizioni e di tecniche di wrestling. Infine la parete sud mostra principalmente il funerale di Baqet, ma anche alcune persone che giocano a senet.

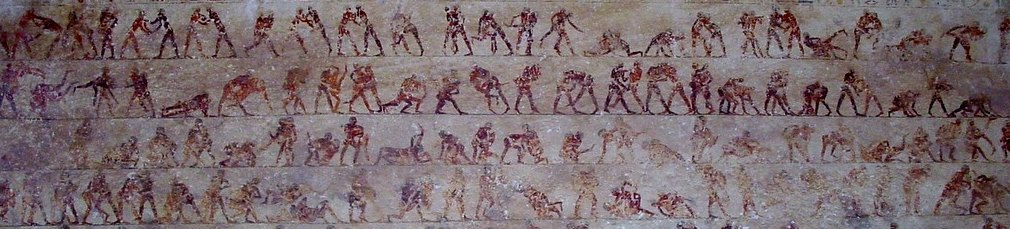
Immagini di wrestling trovate nella tomba del nomarca (BH15)